# Лінія (вулиця)

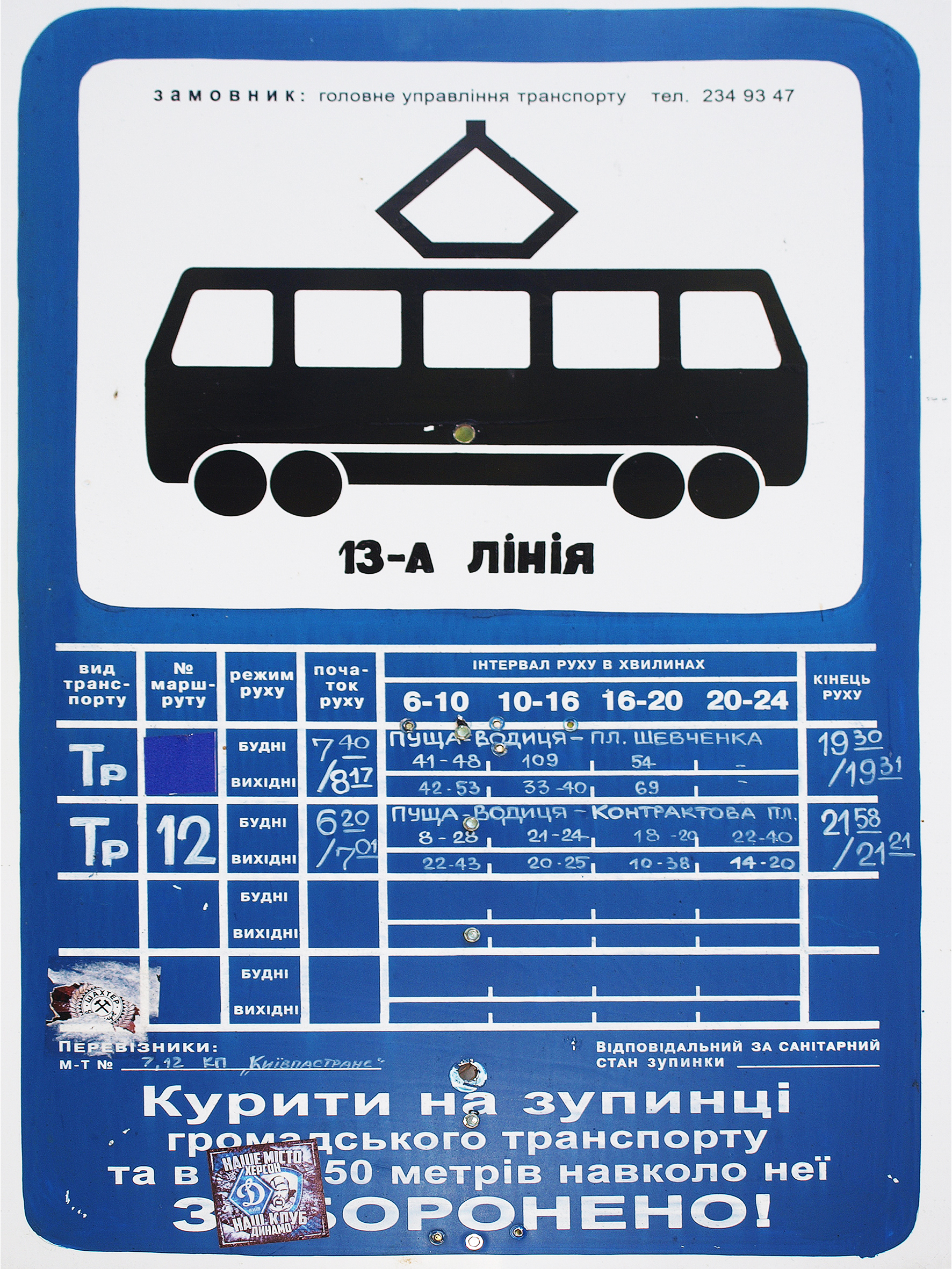
13-а лінія. Знак трамвайної зупинки в Пущі-Водиці

Лінія — один з типів вулиць. Вулиці-лінії в Україні існують в Пущі-Водиці, Ірпені, Луганську, Кропивницькому, Одесі. Також такі вулиці є в Латвії, Росії, Фінляндії.
Лінії можуть мати номери (наприклад, Перша лінія, Друга лінія тощо), можуть мати назву відповідно до свого географічного розташування, будівель, які розташовувались чи розташовуються на них, визначних пам'яток, які розташовані поруч тощо.
| Земля | Це незавершена стаття з географії. Ви можете допомогти проєкту, виправивши або дописавши її. |